# Новомирский (Азовский район)
Новомирский — посёлок в Азовском районе Ростовской области.
Входит в состав Калиновского сельского поселения.

## География
Расположен в 45 км (по дорогам) южнее районного центра — города Азова. Рядом проходит граница с Краснодарским краем.

### Улицы
| - пер. Молодёжный - пер. Строителей - пер. Южный - ул. Водяно - ул. Гагарина - ул. Геологическая - ул. Ленина - ул. Мира | - ул. Мичурина - ул. Московская - ул. Октябрьская - ул. Свердлова - ул. Скифская - ул. Солнечная - ул. Степная - ул. Школьная |

## Население
| 1989 | 2002  | 2010  |
| ---- | ----- | ----- |
| 1235 | ↗1346 | ↘1310 |

## Достопримечательности
- В 2 км юго-восточнее здания школы, на правом берегу реки Чумбурки находится памятник археологии — Курганный могильник «Новомирский-1» (2 насыпи). Памятник датируется II тысячелетием до н. э. — XIV веком н. э. Решением Малого Совета облсовета № 301 от 18 ноября 1992 года могильник внесен в список объектов культурного наследия местного значения под кодом № 6100347000[3].